# 아리온 테크놀로지
아리온테크놀로지는 1999년 설립된 대한민국의 기업으로, 현재의 주력사업인 셋톱박스를 시작으로 사업에 진출하였다. 2005년 8월 코스닥에 상장되었다.